# アグノー包囲戦
アグノー包囲戦（アグノーほういせん、英語: Siege of Haguenau）はスペイン継承戦争中の1705年9月27日から10月5日にかけて行われた攻城戦。帝国元帥ヨハン・カール・フォン・テュンゲン率いる皇帝軍はフランス王国アルザス地方にある要塞都市アグノーを包囲、占領した。

## 背景
マールバラ公爵率いる同盟軍の本軍がスペイン領ネーデルラントで対仏作戦を進めている最中、フランス元帥クロード・ルイ・エクトル・ド・ヴィラールは7月初にアルザス地方のヴィサンブールを占領、帝国軍をローターブールから撃退しようとした。同盟軍では病気のバーデン＝バーデン辺境伯ルートヴィヒ・ヴィルヘルムに代わって帝国元帥ヨハン・カール・フォン・テュンゲンが指揮を執り、フランス軍の攻撃を撃退した。

## 経過
7月27日にフランスの分遣隊がホンブルクを落とし、プファルツ選帝侯領の駐留軍はマンハイムへ撤退した。8月28日、復帰したバーデン＝バーデン辺境伯率いる帝国軍はプロイセンとプファルツの援軍1万6千を受けて、フランスの要塞線であるアグノー線を突破、下アルザス地方に進軍した。まずドリュゼナイムを包囲した後、9月27日にアグノーを包囲、10月5日に落城させた。フランスの駐留軍は弱く抵抗した後、条件付き降伏を提案したが、テュンゲンは駐留軍を捕虜にすべしと要求、フランス側の提案をはねつけた。駐留軍の総督ペリ（Peri）は兵士400と傷病者を残して、残りの兵士約2千ともども夜に紛れて逃走、同盟軍の包囲が不完全だったためそれをくぐりぬくことができた。バーデン＝バーデン辺境伯は激怒したが、同10月末には両軍とも冬営に入ってしまい、アグノー包囲戦が1705年戦役における最後の戦闘となった。包囲戦の成功により、帝国軍はライン川西岸に橋頭堡を築くことに成功した。